# Медоуландс (Минесота)
Медоуландс (енгл. Meadowlands) град је у америчкој савезној држави Минесота.

## Демографија
По попису из 2010. године број становника је 134, што је 23 (20,7%) становника више него 2000. године.
| Група             | 2000.       | 2010.       |
| Белци             | 108 (97,3%) | 126 (94,0%) |
| Афроамериканци    | 0 (0,0%)    | 5 (3,7%)    |
| Азијати           | 0 (0,0%)    | 0 (0,0%)    |
| Хиспаноамериканци | 0 (0,0%)    | 0 (0,0%)    |
| Укупно            | 111         | 134         |